# Ordinariato militare in Paraguay
L'ordinariato militare in Paraguay è un ordinariato militare della Chiesa cattolica per il Paraguay. La sede è vacante.

## Territorio
L'ordinariato militare estende la sua giurisdizione su tutti i membri delle forze armate e della polizia del Paraguay.
Sede dell'ordinario è la città di Asunción, dove si trova la cattedrale del Sacro Cuore.

## Storia
Il vicariato castrense del Paraguay fu eretto il 20 dicembre 1961 con il decreto Quo militibus della Congregazione Concistoriale.
Il 21 aprile 1986 il vicariato castrense è stato elevato a ordinariato militare con la bolla Spirituali militum curae di papa Giovanni Paolo II.
Il 24 dicembre 2002 è stato firmato un nuovo accordo tra Santa Sede e repubblica del Paraguay sull'assistenza religiosa delle forze armate e della polizia nazionale.

## Cronotassi dei vescovi
Si omettono i periodi di sede vacante non superiori ai 2 anni o non storicamente accertati.
- Agustín Rodríguez † (7 dicembre 1965 - 25 dicembre 1968 deceduto)
  - Sede vacante (1968-1972)
- Juan Moleón Andreu † (1º febbraio 1972 - 20 settembre 1980 deceduto)
  - Sede vacante (1980-1992)
- Eustaquio Pastor Cuquejo Verga, C.SS.R. † (5 maggio 1992 - 15 giugno 2002 nominato arcivescovo di Asunción)
- Ricardo Jorge Valenzuela Ríos (24 maggio 2003 - 25 giugno 2010 nominato vescovo di Villarrica del Espíritu Santo)
- Adalberto Martínez Flores (14 marzo 2012 - 23 giugno 2018 nominato vescovo di Villarrica del Espíritu Santo)
  - Sede vacante (dal 2018)
  - Adalberto Martínez Flores, dal 23 giugno 2018 (amministratore apostolico)

## Statistiche
| anno | presbiteri | presbiteri | presbiteri | diaconi | religiosi | religiosi | parrocchie |
| anno | totale     | secolari   | regolari   | diaconi | uomini    | donne     | parrocchie |
| ---- | ---------- | ---------- | ---------- | ------- | --------- | --------- | ---------- |
| 1999 | 18         | 15         | 3          |         | 3         | 3         | 33         |
| 2000 | 20         | 18         | 2          |         | 2         | 3         | 35         |
| 2001 | 20         | 19         | 1          | 1       | 1         | 3         | 37         |
| 2002 | 21         | 21         |            | 2       |           | 3         | 47         |
| 2003 | 21         | 21         |            |         |           | 1         | 47         |
| 2004 | 22         | 21         | 1          | 1       | 1         | 1         | 47         |
| 2013 | 13         | 12         | 1          | 6       | 1         |           | 13         |
| 2016 | 30         | 30         |            | 8       |           |           | 17         |
| 2019 | 34         | 34         |            | 8       |           |           | 19         |
| 2021 | 24         | 24         |            | 9       | 9         |           | 18         |